# Swedish Open 2011 - Qualificazioni singolare maschile
Le qualificazioni del singolare maschile dello  Swedish Open 2011 sono state un torneo di tennis preliminare per accedere alla fase finale della manifestazione. I vincitori dell'ultimo turno sono entrati di diritto nel tabellone principale. In caso di ritiro di uno o più giocatori aventi diritto a questi sono subentrati i lucky loser, ossia i giocatori che hanno perso nell'ultimo turno ma che avevano una classifica più alta rispetto agli altri partecipanti che avevano comunque perso nel turno finale.

## Giocatori

### Teste di serie
1. Diego Junqueira (qualificato)
2. Dustin Brown (ultimo turno)
3. Guillermo Olaso (qualificato)
4. Antonio Veić (qualificato)

1. Javier Martí (ultimo turno)
2. Yannick Mertens (ultimo turno)
3. Gianluca Naso (ultimo turno)
4. Jonathan Dasnières de Veigy (qualificato)

### Qualificati
1. Diego Junqueira
2. Jonathan Dasnières de Veigy

1. Guillermo Olaso
2. Antonio Veić

## Tabellone qualificazioni

### Sezione 1
|  | Primo turno               | Primo turno               | Primo turno      | Primo turno | Primo turno |  |  | Secondo turno | Secondo turno    | Secondo turno    | Secondo turno   | Secondo turno   |    |   | Ultimo turno | Ultimo turno    | Ultimo turno    | Ultimo turno | Ultimo turno |  |
|  |                           |                           |                  |             |             |  |  |               |                  |                  |                 |                 |    |   |              |                 |                 |              |              |  |
|  | 1                         | Diego Junqueira           | Diego Junqueira  | 6           | 6           |  |  |               |                  |                  |                 |                 |    |   |              |                 |                 |              |              |  |
|  |                           | Nicolas Renavand          | Nicolas Renavand | 3           | 3           |  |  | 1             | Diego Junqueira  | Diego Junqueira  | 7               | 6               |    |   |              |                 |                 |              |              |  |
|  | Carlos Calderón-Rodríguez | Carlos Calderón-Rodríguez | 6                | 3           | 3           |  |  |               | Andrei Gorban    | Andrei Gorban    | 5               | 1               |    |   |              |                 |                 |              |              |  |
|  | Andrei Gorban             | Andrei Gorban             | 4                | 6           | 6           |  |  |               |                  |                  |                 |                 |    |   | 1            | Diego Junqueira | Diego Junqueira | 7            | 6            |  |
|  | Patrik Rosenholm          | Patrik Rosenholm          | Patrik Rosenholm | 6           | 6           |  |  |               |                  | 6                | Yannick Mertens | Yannick Mertens | 63 | 1 |              |                 |                 |              |              |  |
|  | František Čermák          | František Čermák          | František Čermák | 0           | 1           |  |  |               | Patrik Rosenholm | Patrik Rosenholm | 5               | 2               |    |   |              |                 |                 |              |              |  |
|  |                           | Markus Eriksson           | Markus Eriksson  | 4           | 63          |  |  | 6             | Yannick Mertens  | Yannick Mertens  | 7               | 6               |    |   |              |                 |                 |              |              |  |
|  | 6                         | Yannick Mertens           | Yannick Mertens  | 6           | 7           |  |  |               |                  |                  |                 |                 |    |   |              |                 |                 |              |              |  |

### Sezione 2
|  | Primo turno             | Primo turno                 | Primo turno                 | Primo turno | Primo turno |  |  | Secondo turno | Secondo turno               | Secondo turno               | Secondo turno               | Secondo turno |   |   | Ultimo turno | Ultimo turno | Ultimo turno | Ultimo turno | Ultimo turno |  |
|  |                         |                             |                             |             |             |  |  |               |                             |                             |                             |               |   |   |              |              |              |              |              |  |
|  | 2                       | Dustin Brown                | 79                          | 4           | 6           |  |  |               |                             |                             |                             |               |   |   |              |              |              |              |              |  |
|  |                         | Olivier Patience            | 67                          | 6           | 3           |  |  | 2             | Dustin Brown                | Dustin Brown                | 7                           | 3             |   |   |              |              |              |              |              |  |
|  | Daniel Berta            | Daniel Berta                | Daniel Berta                | 5           | 3           |  |  |               | Gerard Granollers Pujol     | Gerard Granollers Pujol     | 64                          | 0r            |   |   |              |              |              |              |              |  |
|  | Gerard Granollers Pujol | Gerard Granollers Pujol     | Gerard Granollers Pujol     | 7           | 6           |  |  |               |                             |                             |                             |               |   |   | 2            | Dustin Brown | 1            | 6            | 4            |  |
|  | Ziad Sultan             | Ziad Sultan                 | Ziad Sultan                 | 3           | 4           |  |  |               |                             | 8                           | Jonathan Dasnières de Veigy | 6             | 4 | 6 |              |              |              |              |              |  |
|  | Stefan Borg             | Stefan Borg                 | Stefan Borg                 | 6           | 6           |  |  |               | Stefan Borg                 | Stefan Borg                 | 1                           | 2             |   |   |              |              |              |              |              |  |
|  | WC                      | Robin Olin                  | Robin Olin                  | 3           | 0           |  |  | 8             | Jonathan Dasnières de Veigy | Jonathan Dasnières de Veigy | 6                           | 6             |   |   |              |              |              |              |              |  |
|  | 8                       | Jonathan Dasnières de Veigy | Jonathan Dasnières de Veigy | 6           | 6           |  |  |               |                             |                             |                             |               |   |   |              |              |              |              |              |  |

### Sezione 3
|  | Primo turno      | Primo turno      | Primo turno      | Primo turno | Primo turno |  |  | Secondo turno | Secondo turno    | Secondo turno   | Secondo turno | Secondo turno |   |   | Ultimo turno | Ultimo turno    | Ultimo turno | Ultimo turno | Ultimo turno |  |
|  |                  |                  |                  |             |             |  |  |               |                  |                 |               |               |   |   |              |                 |              |              |              |  |
|  | 3                | Guillermo Olaso  | Guillermo Olaso  | 6           | 1           |  |  |               |                  |                 |               |               |   |   |              |                 |              |              |              |  |
|  |                  | Roko Karanušić   | Roko Karanušić   | 1           | 0r          |  |  | 3             | Guillermo Olaso  | Guillermo Olaso | 6             | 7             |   |   |              |                 |              |              |              |  |
|  | Juho Paukku      | Juho Paukku      | Juho Paukku      | 4           | 4           |  |  |               | Patrik Brydolf   | Patrik Brydolf  | 2             | 5             |   |   |              |                 |              |              |              |  |
|  | Patrik Brydolf   | Patrik Brydolf   | Patrik Brydolf   | 6           | 6           |  |  |               |                  |                 |               |               |   |   | 3            | Guillermo Olaso | 3            | 6            | 6            |  |
|  | Harri Heliövaara | Harri Heliövaara | Harri Heliövaara | 7           | 6           |  |  |               |                  | 7               | Gianluca Naso | 6             | 3 | 4 |              |                 |              |              |              |  |
|  | Carl Bergman     | Carl Bergman     | Carl Bergman     | 5           | 0           |  |  |               | Harri Heliövaara | 6               | 2             | 3             |   |   |              |                 |              |              |              |  |
|  | WC               | Jacob Johansson  | Jacob Johansson  | 0           | 2           |  |  | 7             | Gianluca Naso    | 4               | 6             | 6             |   |   |              |                 |              |              |              |  |
|  | 7                | Gianluca Naso    | Gianluca Naso    | 6           | 6           |  |  |               |                  |                 |               |               |   |   |              |                 |              |              |              |  |

### Sezione 4
|  | Primo turno    | Primo turno       | Primo turno       | Primo turno | Primo turno |  |  | Secondo turno | Secondo turno  | Secondo turno  | Secondo turno | Secondo turno |   |   | Ultimo turno | Ultimo turno | Ultimo turno | Ultimo turno | Ultimo turno |  |
|  |                |                   |                   |             |             |  |  |               |                |                |               |               |   |   |              |              |              |              |              |  |
|  | 4              | Antonio Veić      | Antonio Veić      | 6           | 6           |  |  |               |                |                |               |               |   |   |              |              |              |              |              |  |
|  | WC             | Jesper Brunström  | Jesper Brunström  | 1           | 2           |  |  | 4             | Antonio Veić   | Antonio Veić   | 6             | 6             |   |   |              |              |              |              |              |  |
|  |                | Simon Norenius    | Simon Norenius    | 65          | 3           |  |  | WC            | Fred Simonsson | Fred Simonsson | 2             | 1             |   |   |              |              |              |              |              |  |
|  | WC             | Fred Simonsson    | Fred Simonsson    | 7           | 6           |  |  |               |                |                |               |               |   |   | 4            | Antonio Veić | Antonio Veić | 6            | 6            |  |
|  | Pablo Figueroa | Pablo Figueroa    | Pablo Figueroa    | 6           | 6           |  |  |               |                | 5              | Javier Martí  | Javier Martí  | 4 | 4 |              |              |              |              |              |  |
|  | Lucas Renard   | Lucas Renard      | Lucas Renard      | 2           | 2           |  |  |               | Pablo Figueroa | Pablo Figueroa | 4             | 4             |   |   |              |              |              |              |              |  |
|  |                | Rickard Holmström | Rickard Holmström | 3           | 2           |  |  | 5             | Javier Martí   | Javier Martí   | 6             | 6             |   |   |              |              |              |              |              |  |
|  | 5              | Javier Martí      | Javier Martí      | 6           | 6           |  |  |               |                |                |               |               |   |   |              |              |              |              |              |  |